# Einzelradantrieb
Beim Einzelradantrieb haben eines oder mehrere Räder eines Kraftfahrzeuges je einen separaten Antrieb im oder am Rad selbst.
Einzelradantriebe werden üblicherweise mit Elektromotoren gebaut. Der Nabenmotor ist ein typisches Beispiel.
Der Vorteil des Einzelradantriebes besteht unter anderem darin, dass
- auf ein Differentialgetriebe verzichtet werden kann,
- über die Verteilung der Antriebsleistung auf die Fahrstabilität Einfluss genommen werden kann,
- die Kraftübertragung (über Verteilergetriebe) auf mehrere Räder entfällt,
- eine Antriebsschlupfregelung ohne Bremsung möglich ist,
- durch den Verzicht auf den verteilenden Antriebsstrang Bauraum und Gestaltungsfreiheit für das Fahrzeug gewonnen wird.

Bei einachsigen Fahrzeugen (zum Beispiel beim Segway Personal Transporter) dienen die Einzelradantriebe zugleich zur Lenkung.

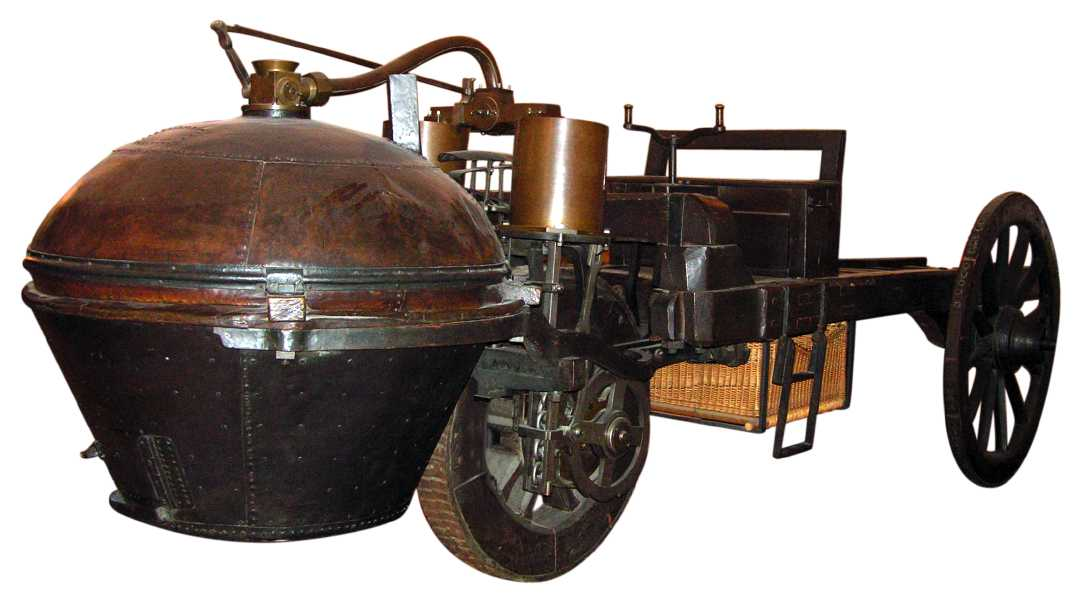
Einzelradantrieb 1769 von Nicholas Cugnot
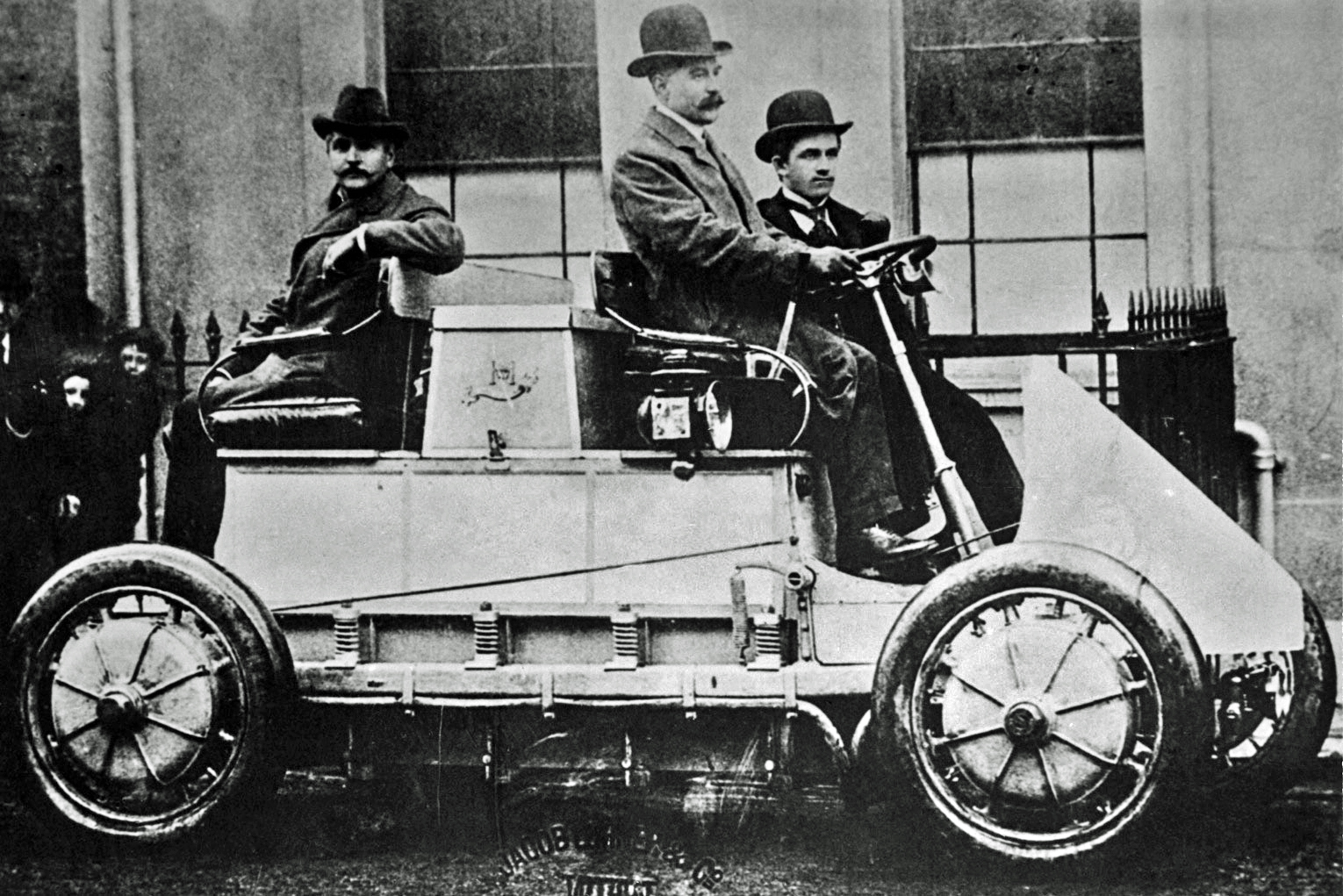
Einzelradantrieb 1900 bei Lohner-Porsche
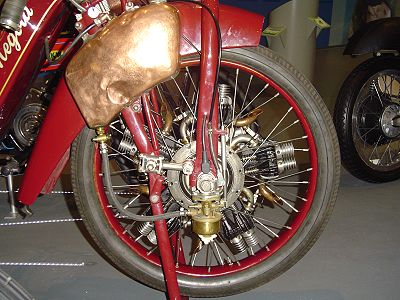
Einzelradantrieb 1925 mit Stern-Nabenmotor bei Megola
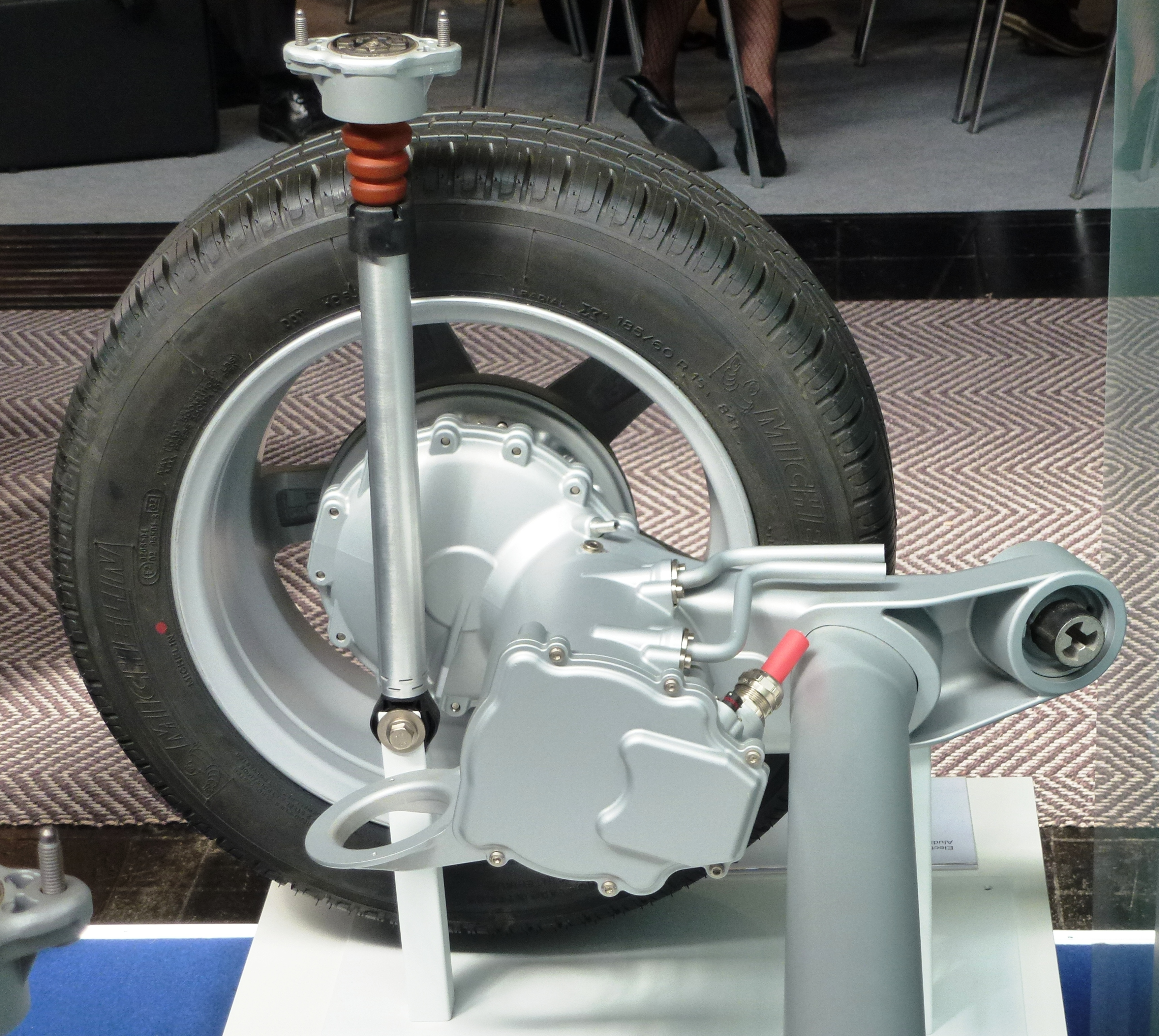
Einzelradantrieb 2012 von ZF Friedrichshafen
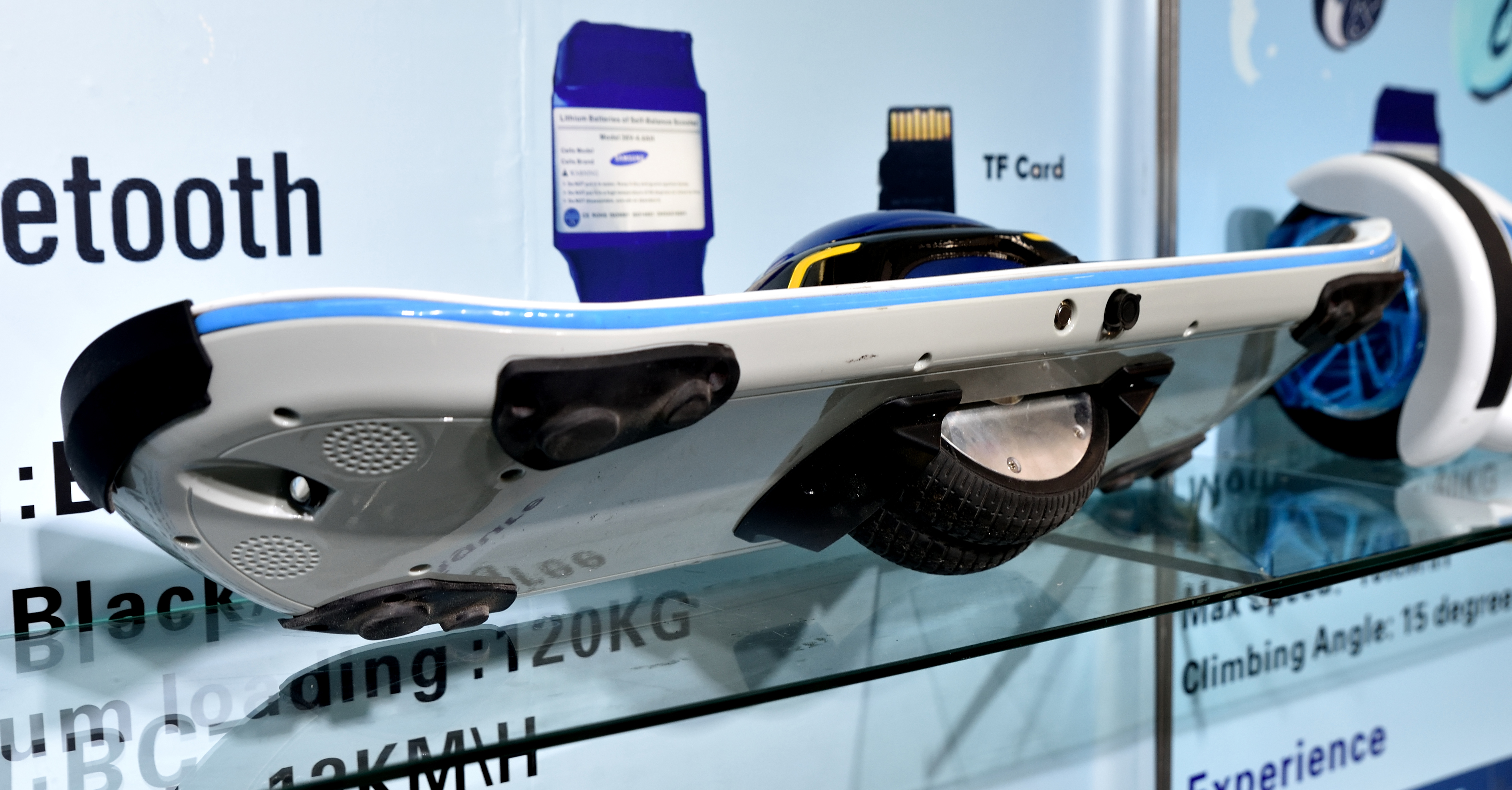
Einzelradantrieb bei E-Board
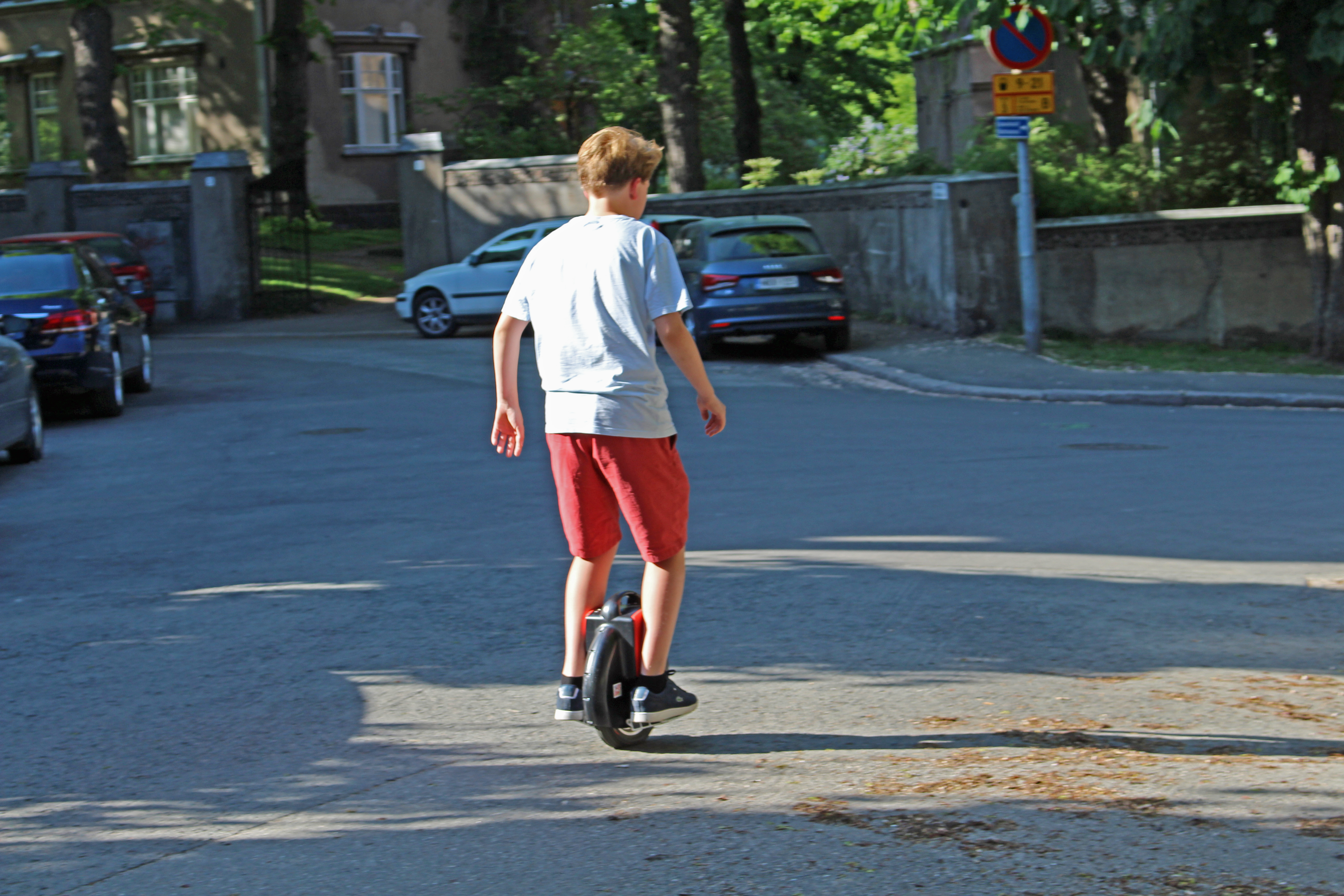
Minimalistischer Einzelradantrieb
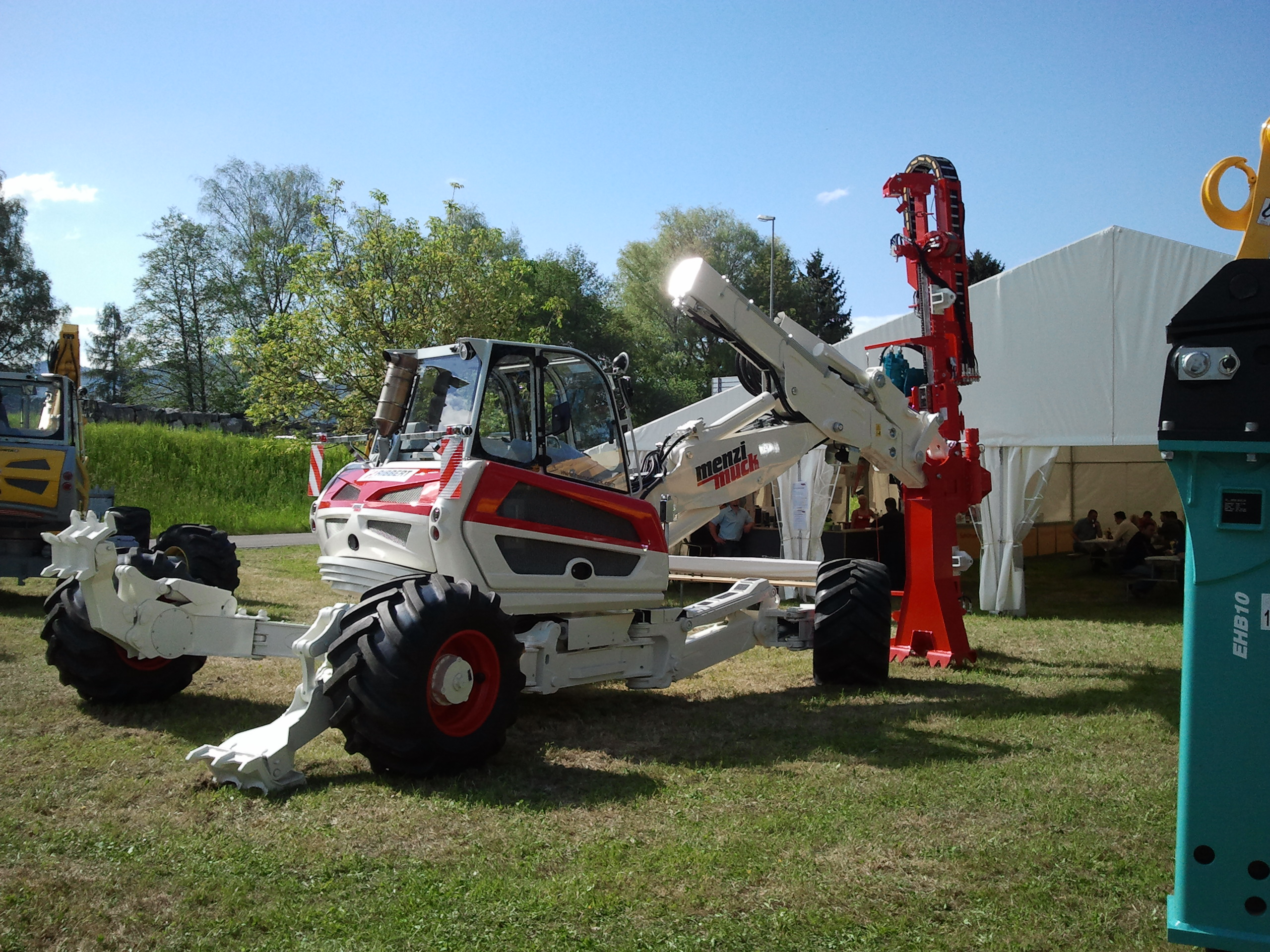
Einzelradantrieb bei einem Schreitbagger
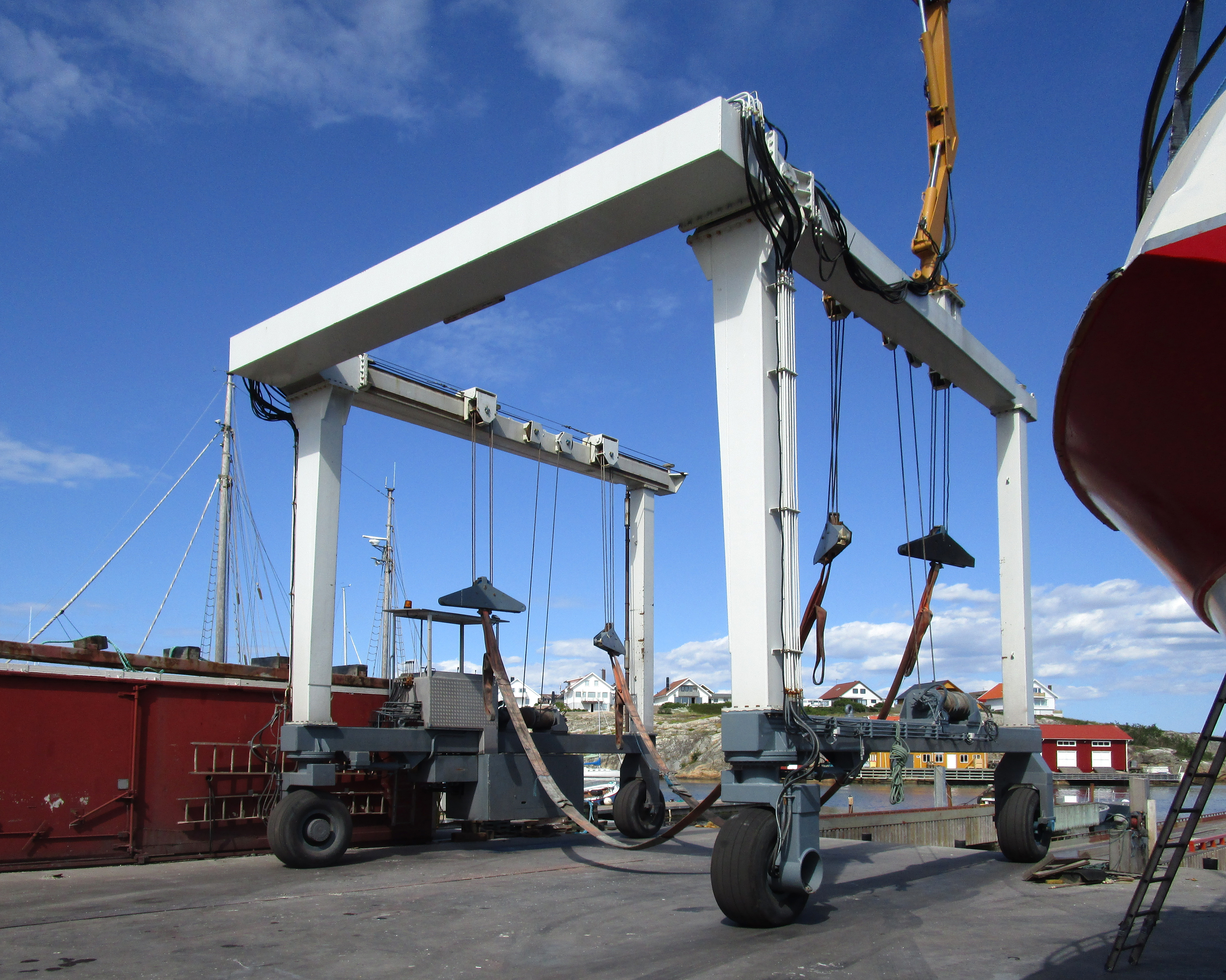
Einzelradantrieb bei einem Bootskran

## Beispiele
- Antriebe von ferngesteuerten Fahrzeugen (zum Beispiel das Forschungsfahrzeug Sojourner der Mission Mars Pathfinder)
- elektrische Rollstühle
- Elektrofahrzeuge aller Art, auch mit Hybridantrieb
- Segway Personal Transporter
- TRIKKE

Bei Elektrofahrzeugen kommen zunehmend Einzelradantriebe zum Einsatz, da es der Fortschritt bei der Motorenentwicklung gestattet, Elektromotoren kleiner und leistungsfähiger zu bauen. Hier spielen insbesondere verbesserte Magnetwerkstoffe eine Rolle, die ein hohes Drehmoment erlauben und so oft ein Untersetzungsgetriebe überflüssig machen.
Der Tatzlager-Antrieb bei Schienenfahrzeugen ist ein Antrieb für eine Achse und wird daher nicht als Einzelradantrieb bezeichnet. Bei Schienenfahrzeugen kann aufgrund der großen Kurvenradien auf ein Differentialgetriebe verzichtet werden, Einzelachsantriebe ermöglichen jedoch auch hier den Verzicht auf ein Verteilergetriebe, erlauben eine Antriebsschlupfregelung und die Kraftverteilung auf mehrere Räder.

## Vor- und Nachteile
- Einzelradantriebe verursachen eine höhere Masse der (ungefederten) Räder (Ausnahme: Tatzlager-Antrieb).
- Einzelradantrieb ist häufig teurer als ein Zentralantrieb mit Verteilergetrieben.
- Die Motoren von Einzelradantrieben werden durch den Fahrtwind gekühlt.
- Bei Einzelradantrieb kann nicht nur Nutzbremsung erfolgen, sondern die Bremsung kann durch entsprechende Steuerung eine Antiblockierfunktion beinhalten.